# Mycena helminthobasis
Mycena helminthobasis är en svampart som beskrevs av Singer 1969. Mycena helminthobasis ingår i släktet Mycena och familjen Mycenaceae.   Inga underarter finns listade i Catalogue of Life.